# Felbabka
Felbabka est une commune du district de Beroun, dans la région de Bohême-Centrale, en République tchèque. Sa population s'élevait à 287 habitants en 2020.

## Géographie
Felbabka se trouve à 4 km au sud-est de Hořovice, à 21 km au sud-ouest de Beroun et à 46 km au sud-ouest de Prague.
La commune est limitée par Rpety au nord et à l'est, par Jince et Křešín au sud, et par Podluhy à l'ouest.

## Histoire
La première mention écrite de la localité date de 1657.